# 1사1촌운동
1사1촌운동은 대한민국에서 2003년부터 농촌과 도시의 교류 활성화를 위하여 시작된 사업으로, 기업 하나와 마을 하나가 자매결연을 맺어 일손 돕기, 농산물 직거래, 농촌 체험 및 관광, 마을 가꾸기 등 다양한 교류활동을 시행하는 사업이다. 기업은 농촌에서의 사회공헌 활동을 통해 기업 이미지의 제고를, 마을은 기업에게 안전한 농산물과 깨끗한 환경을 제공하여 지역 농산물의 브랜드 가치 제고를 얻어 서로에게 도움을 주는 일종의 상생 운동(win-win)이다. 1사1촌운동은 (사)도농상생국민운동본부에서 진행하고있다.